# Otto z Hesji
Otto z Hesji (ur. w 1301 r., zm. 30 kwietnia 1361 r.) – arcybiskup Magdeburga od 1327 r. z dynastii heskiej.

## Życiorys
Otto był synem landgrafa Hesji był Ottona I Starszego i Adelajdy z Ravensbergu. W 1327 r. kapituła w Magdeburgu wybrała na arcybiskupa Henryka ze Stolbergu. Jednak ojciec Ottona, gdy przebywał na dworze papieskim w Awinionie przekonał papieża Jana XXII do nominacji na to stanowisko jego syna. Mieszczanie Magdeburga zaakceptowali decyzję papieską i Henryk ze Stolbergu zmuszony został do odstąpienia tronu arcybiskupiego Ottonowi. 
Otto zastał arcybiskupstwo w bardzo złym stanie, wyniszczone sporami poprzedników z mieszczanami magdeburskimi (ich ofiarą był m.in. zamordowany w 1325 r. arcybiskup Burchard III ze Schraplau); dobra arcybiskupie były rozprzedane lub zastawione. Otto zdołał naprawić sytuację majątkową arcybiskupstwa, a w 1330 r. zdołał doprowadzić do porozumienia kończącego otwarty konflikt w mieście. Przy tej okazji udało się Ottonowi doprowadzić do odsunięcia od władzy winnych morderstwa na Burchardzie, a rok później papież Jan XXII zdjął ekskomunikę, którą miasto z tego powodu było obłożone. Pośród licznych warunków tego kroku było m.in. wzniesienie przez miasto kaplicy w miejscu śmierci Burcharda, ufundowanie pięciu ołtarzy w magdeburskiej katedrze oraz składanie hołdu lennego Ottonowi i wszystkim następnym arcybiskupom – hołd odbył się w 1333 r., pozostałe warunki spełniono stopniowo aż do 1349 r.
Polityka Ottona, który starał się odzyskać utracone przez swych poprzedników dobra i zamki, doprowadziła do licznych kontaktów z sąsiadami: książętami Brunszwiku Ottonem Łagodnym i Magnusem I Pobożnym oraz margrabią Miśni i landgrafem Turyngii Fryderykiem II Poważnym. Z tego samego powodu Otto wsparł "Fałszywego Waldemara", uzurpującego sobie tytuł margrabiego Brandenburgii. Zwalczał także raubritterów. Jego próby odbudowania pozycji majątkowej arcybiskupstwa zniweczyły jednak wielkie wydatki związane z doprowadzaniem kraju do porządku po czarnej śmierci.